# Emma Lundh
Emma Linnea Lundh (Solna, 26 giugno 1989) è una calciatrice svedese, di ruolo centrocampista e attaccante.

## Biografia
Emma Linnea Lundh nasce a Solna, nella contea di Stoccolma, il 26 giugno 1989.

## Carriera

### Club
Nel gennaio 2016 viene ingaggiata dal Liverpool. Al termine della stagione decide di lasciare il club inglese.
Nel gennaio 2017 viene annunciato la firma del contratto con il Vittsjö GIK che vede Lundh tornare a giocare in Damallsvenskan, il massimo livello del campionato svedese femminile di calcio, la stagione entrante.

### Nazionale
Emma Lundh inizia ad essere convocata dalla Federcalcio svedese (SvFF) per indossare la maglia delle sue nazionali giovanili femminili, passando dalla formazione Under-17, 5 presenze e una rete, alla Under-19 debuttando in un torneo ufficiale UEFA il 10 aprile 2007, in occasione della partita persa 4-1 con le avversarie pari età della Germania, Campione in carica, in occasione del secondo turno di qualificazione al campionato europeo di categoria di Islanda 2007. Con la maglia della Under-19 affronta inoltre le qualificazioni e la fase finale dell'Europeo di Francia 2008. Tra incontri ufficiali UEFA e amichevoli scende in campo con la U-19 in 15 occasioni siglando 7 reti. Viene inoltre impiegata nella formazione Under-23, collezionando 14 presenze e due reti.
Chiamata dalla selezionatrice Pia Sundhage, fa il proprio debutto con la maglia della nazionale maggiore l'8 febbraio 2014, allo stadio della Licorne di Amiens, in occasione dell'amichevole persa 3-0 con la Francia, per poi essere inserita in rosa con la squadra che affronta l'edizione di quell'anno dell'Algarve Cup dove  impiega in tutti i quattro incontri disputati dalla sua nazionale che chiude il torneo al quarto posto.
Con la maglia della propria nazionale, realizza il suo primo gol nell'aprile 2014, goal siglato all'84' della partita vinta 4-0 a Portadown con l'Irlanda del Nord.
L'11 maggio dell'anno seguente Sundhage decide di inserirla nella lista delle 23 giocatrici che disputeranno il Mondiale di Canada 2015, senza tuttavia che venisse impiegata durante il torneo.

## Palmarès

### Club
- Campionato norvegese: 1

LSK Kvinner: 2015
- Campionato svedese di seconda divisione: 1

AIK: 2013
- Coppa di Norvegia: 1

LSK Kvinner: 2015